# Lucius de Patras
Lucius de Patras est un écrivain grec, né à Patras, en Achaïe.
On sait peu de chose sur lui, sinon qu'il vivait, à ce qu’on croit, vers le milieu du IIe siècle, sous l'empereur Antonin. On le considère comme le premier auteur du roman de l’Âne d’or, connu primitivement sous le titre de : Lucius ou les Métamorphoses, que Lucien, Apulée et Machiavel ont reproduit ou imité.

## Source
« Lucius de Patras », dans Pierre Larousse, Grand dictionnaire universel du XIXe siècle, Paris, Administration du grand dictionnaire universel, 15 vol., 1863-1890 [détail des éditions].
- VIAF
- ISNI
- IdRef
- LCCN
- Pays-Bas
- Israël
- Vatican
- WorldCat